# 91.ª Divisão de Infantaria (Alemanha)
A 91ª Divisão de Infantaria (em alemão: 91. Infanterie-Division) foi uma Divisão de Infantaria da Alemanha durante a Segunda Guerra Mundial.
A unidade foi formada no mês de janeiro de 1944. A unidade foi equipada para operações de desembarque aéreo e enviada para Normandia no mês de maio de 1944 onde participou de sistema de defesa da Península de Cotentin. A unidade era formada por tropas provenientes da Fallschirmjäger-Regiment 6 e Panzer-Ersatz- und Ausbildungs-Abteilung 100. Após combate contra os Aliados, a unidade foi destruída em Cherbourg no dia 22 de junho de 1944 e dispensada no dia 10 de agosto de 1944.
Foi planejada a reativação unidade, sendo esta reformada como parte do 7º Exército, com base em Eifel, mas não permaneceu muito tempo na ativa, sendo logo em seguida desmantelada no dia 5 de novembro de 1944 e as unidades utilizadas para formar a 344ª Divisão de Infantaria.

## Comandantes
| Comandante                          | Data                                           |
| ----------------------------------- | ---------------------------------------------- |
| Generalleutnant Bruno Ortner        | 10 de fevereiro de 1944 - 25 de abril de 1944  |
| Generalleutnant Wilhelm Falley      | 25 de abril de 1944 - 6 de junho de 1944 (KIA) |
| Generalmajor Bernhard Klosterkemper | 6 de junho de 1944 - 10 de junho de 1944       |
| Generalleutnant Eugen König         | 10 de junho de 1944 - 10 de agosto de 1944     |

## Oficiais de Operações (Ia)
- Oberstleutnant Hans Bickel (20 de fevereiro de 1944 - 10 de agosto de 1944)

## Área de Operações
França (Fevereiro de 1944 - agosto de 1944

## Ordem de Batalha
- Grenadier-Regiment 1057
- Grenadier-Regiment 1058
- Artillerie-Regiment 191
- Pionier-Bataillon 191
- Panzerjäger-Kompanie 191
- Fla-Kompanie 191
- Divisions-Nachrichten-Abteilung 191
- Divisions-Nachschubführer 191

## Serviço de Guerra
| Data             | Corpo                    | Exército    | Grupo de Exércitos | Área      |
| ---------------- | ------------------------ | ----------- | ------------------ | --------- |
| maio de 1944     |                          | 7º Exército | B                  | Reims     |
| junho de 1944    | LXXXIV Corpo de Exército | 7º Exército | B                  | Normandia |
| agosto de 1944   |                          | 7º Exército | B                  | Normandia |
| novembro de 1944 | LXVI Corpo de Exército   | 7º Exército | B                  | Eifel     |